# Chhawla
Chhawla è una suddivisione dell'India, classificata come census town, di 9.047 abitanti, situata nel distretto di Delhi Sud Ovest, nello territorio federato di Delhi. In base al numero di abitanti la città rientra nella classe V (da 5.000 a 9.999 persone).

## Geografia fisica
La città è situata a 28° 33' 25 N e 77° 00' 26 E.

## Società

### Evoluzione demografica
Al censimento del 2001 la popolazione di Chhawla assommava a 9.047 persone, delle quali 5.155 maschi e 3.892 femmine. I bambini di età inferiore o uguale ai sei anni assommavano a 1.158, dei quali 682 maschi e 476 femmine. Infine, coloro che erano in grado di saper almeno leggere e scrivere erano 6.921, dei quali 4.282 maschi e 2.639 femmine.